# Mușchiul marele pectoral
Mușchiul marele pectoral ( din limba la:  pectus, înseamnă „breast” ) este un mușchi gros, în formă de evantai, situat la nivelul pieptul corpului uman. Alcătuiește cea mai mare parte a mușchilor pieptului și se află sub sân. Sub marele pectoral se află mușchiul micul pectoral, un mușchi subțire, triunghiular. Funcțiile principale ale marelui pectoral sunt flexia, aducția și rotația internă a humerusului. Marele pectoral poate fi denumit în mod colocvial „pecs”, „mușchi pectoral” sau „mușchi toracic” datorită faptului că este cel mai mare și superficial mușchi din zona toracică.

## Anatomie
Acesta își are originea din suprafața anterioară a jumătății sternale a claviculei și din lățimea jumătății suprafeței anterioare a sternului în partea de sus, iar în partea de jos ca atașare de cartilajul celei de-a șasea sau a șaptea coaste; din cartilajele tuturor coastelor adevărate, cu excepția, frecvent, a primei sau a șaptea și din aponevroza mușchiului oblic extern abdominal. 
Din această origine extinsă, fibrele converg spre inserția lor; cele care pleacă din claviculă trec oblic în jos și în exterior (lateral) și sunt de obicei separate de restul cu un interval ușor; cele din partea inferioară a sternului și din cartilajele coastelor adevărate inferioare, au traseu în sus și lateral, în timp ce fibrele medii trec orizontal.
Toate se termină într-un tendon plat, de aproximativ 5 cm în lățime, care se inserează în buza laterală a canelurii bicipitale (șanț intertubercular) a humerusului.
Acest tendon este format din două lamine, plasate una în fața celeilalte și, de obicei, amestecate împreună mai jos:
- lamina anterioară, care este mai groasă, primește fibrele claviculare și cele sternale. Acestea se inseră în aceeași ordine în care apar: cele mai laterale dintre fibrele claviculare sunt inserate în partea superioară a laminei anterioare; fibrele sternale superioare coboară la partea inferioară a laminei care se extinde la fel de jos ca tendonul deltoidului și se unește cu acesta.
- lamina posterioară a tendonului primește atașarea părții mai mari a porțiunii sternale și a fibrelor profunde, adică a celor din cartilajele costale.

Aceste fibre profunde, în special cele din cartilajele costale inferioare, urcă către  inserția humerusului, întorcându-se succesiv în spatele celor superficiale și superioare, astfel încât tendonul pare să fie răsucit. Lamina posterioară ajunge mai sus pe humerus decât cea anterioară, iar din ea se desprinde o expansiune care acoperă canelura intertuberculară a humerusului și se amestecă cu capsula articulației umărului.
De la cele mai adânci fibre ale acestei lamine la introducerea sa se desprinde o expansiune care acoperă canelura intertuberculară, în timp ce de la marginea inferioară a tendonului o a treia expansiune trece în jos către fascia brațului.

### Alimentarea cu nervi
Marele pectoral primește inervație motorie duală de la nervul pectoral medial și nervul pectoral lateral, cunoscut și sub denumirea de nerv toracic anterior lateral. Capul sternal primește inervație de la rădăcinile nervoase C7, C8 și T1, prin trunchiul inferior al plexului brahial și nervul pectoral medial. Capul clavicular primește inervație de la rădăcinile nervoase C5 și C6 prin trunchiul superior și cordonul lateral al plexului brahial, care  dau ramuri nervului pectoral lateral. Nervul pectoral lateral este distribuit pe suprafața profundă a pectoralului mare.
Feedback-ul senzorial de la pectoralul mare urmează calea inversă, revenind prin neuroni de ordinul întâi la nervii spinali la C5, C6, C8 și T1 prin ramura posterioară.  După sinapsa din cornul posterior al măduvei spinării, informațiile senzoriale referitoare la mișcarea mușchiului, propriocepția și presiunea, se deplasează printr-un neuron de ordinul doi din tractul lemniscului medial al coloanei dorsale până la măduvă. Acolo, fibrele discută pentru a forma lemniscul medial care transportă informațiile senzoriale până la talamus, „poarta către cortex”. Talamusul redirecționează unele informații senzoriale către cerebel și nuclei bazali pentru a completa bucla de feedback motor, în timp ce unele informații senzoriale urcă direct la girusul postcentral al lobului parietal al creierului prin intermediul neuronilor de ordinul III . Informațiile senzoriale pentru pectoral major sunt procesate în porțiunea superioară a homunculului senzorial, adiacent fisurii longitudinale care împarte cele două emisfere ale creierului.
Electromiografia sugerează că este alcătuit din cel puțin șase grupuri de fibre musculare care pot fi coordonate independent de sistemul nervos central. 

### Variabilitate

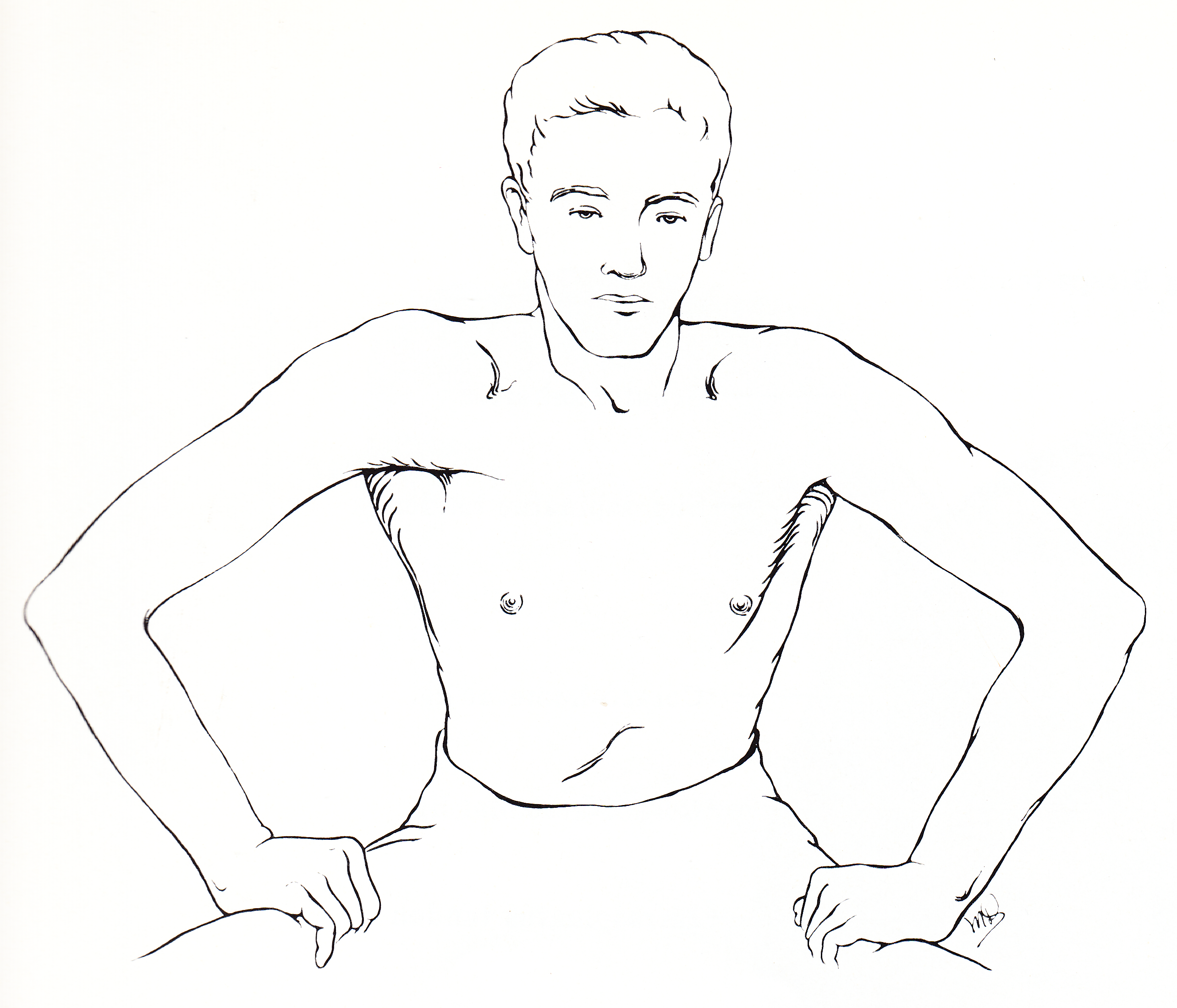
Absența capului sternocostal al pectoralului major drept asociată cu hipertrofia compensatorie a latissimus dorsi nu este rară. Este dezvăluit la apăsarea în jos cu brațele.

Cele mai frecvente variații includ într-o mare sau mai mică măsură, atașarea de  coaste și stern, mărimea variabilă a părții abdominale sau lipsa acesteia, o mai mare sau mai mică măsură, de separare a părții sternocostale și claviculare, fuziunea părții claviculare cu deltoidul și decusație în față a sternului. Deficiența sau absența părții sternocostale nu este neobișnuită și mai frecventă decât absența părții claviculare.  Sindromul Polonia este o afecțiune congenitală rară în care lipsește întregul mușchi, cel mai frecvent pe o parte a corpului. Acest lucru poate însoți absența sânului la femele. Mușchiul sternalis poate fi o formă variantă a pectoralului major sau a mușchiului drept abdominal. Implanturile chirurgicale submusculare și intramusculare (similare cu implanturile de mărire a sânilor) pot fi disponibile de la chirurgii plastici pentru a modifica contururile estetice, masa și asimetria sau variația atât la bărbați, cât și la femei.

## Funcție

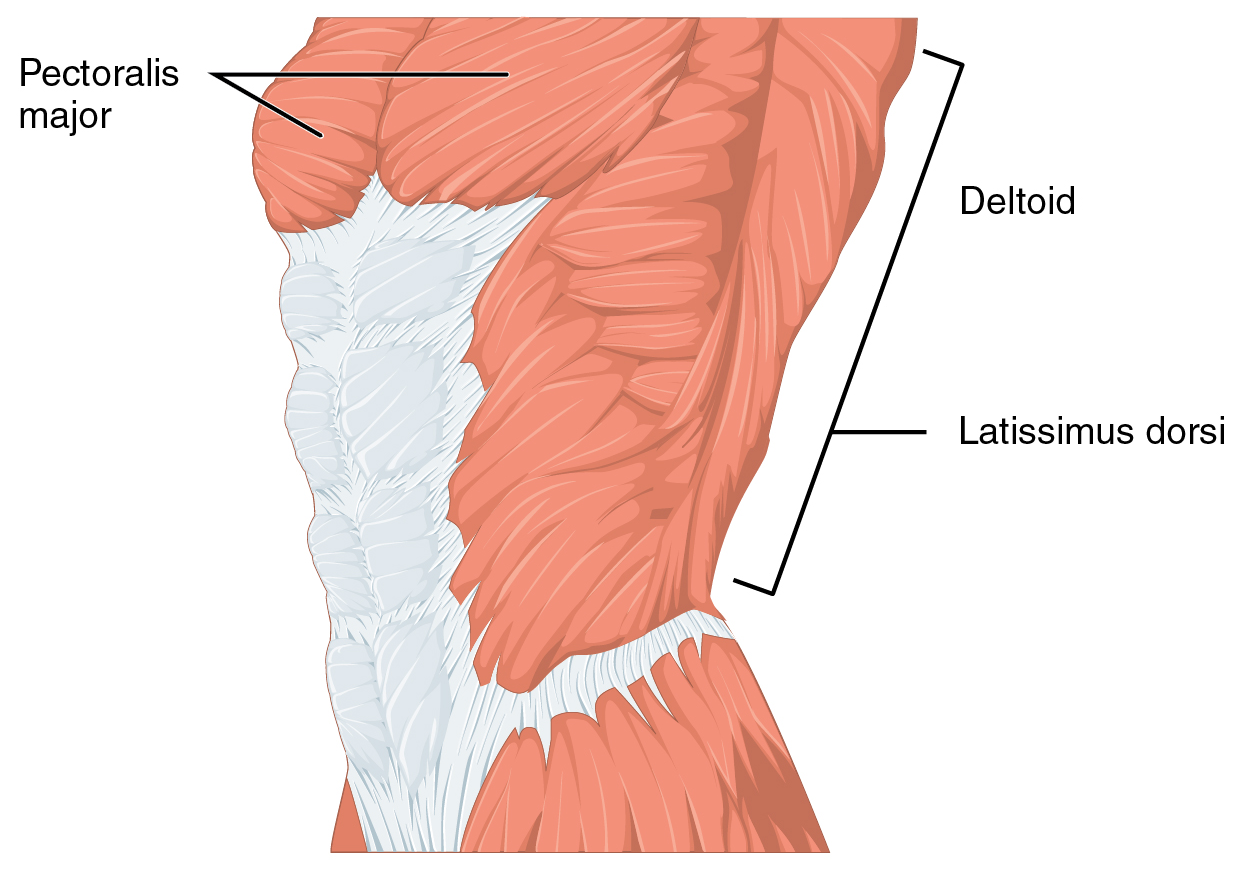
Funcția pectoralului major este diferită pentru capetele sale diferite. Capul clavicular flexează humerusul, iar capul sternocostal aduc humerusul. În ansamblu, acțiunea este de a aduce și roti medial humerusul. De asemenea, atrage scapula anterior și inferior.

Pectoralul mare are patru acțiuni care sunt în primul rând responsabile de mișcarea articulației umărului.  Prima acțiune este flexia humerusului, cum ar fi aruncarea unei mingi sub mâini și ridicarea unui copil. În al doilea rând, aduce humerusul, ca atunci când bate din brațe. În al treilea rând, rotește humerusul medial, așa cum se întâmplă la lupta cu brațele. În al patrulea rând, pectoralul mare este, de asemenea, responsabil pentru menținerea brațului atașat de trunchiul corpului. Are două părți diferite care sunt responsabile pentru acțiuni diferite. Partea claviculară este aproape de mușchiul deltoid și contribuie la flexie, aducție orizontală și rotație interioară a humerusului. Când este la un unghi de aproximativ 110 grade, contribuie la aducerea humerusului. Partea sternocostală este antagonică față de partea claviculară, contribuind la mișcarea în jos și înainte a brațului și la rotația spre interior, când este însoțită de aducție. Fibrele sternale pot contribui, de asemenea, la extindere, dar nu dincolo de poziția anatomică.
Hipertrofia pectoralului mare crește funcționalitatea. Activarea maximă a pectoralului mare are loc în plan transversal prin mișcări de presare. Atât exercițiile multi-articulare, cât și cele simple-articulare induc hipertrofie majoră pectorală. O combinație de exerciții atât articulare unice, cât și exerciții multi-articulare va avea ca rezultat un răspuns hipertrofic maxim. Contururile estetice ale regiunilor din mușchi pot fi abordate în mod specific („vizate”) prin exerciții specifice; de exemplu, „placarea” sau „cusătura” pectoralului mare - spre centrul sternului - poate fi vizată de o poziție a mâinii mai largă. Pectoralul mare poate fi vizat din numeroase unghiuri de antrenament de-a lungul sternului și claviculei.  Exercițiile care includ aducție orizontală și extensii ale cotului, cum ar fi presă pe bancă, presă pe gantere și presă pe bancă, induc activarea ridicată a pectoralului major în regiunea sternocostală. Sarcinile grele sunt puternic corelate cu activarea majoră a pectoralului.

## Semnificația clinică

### Leziuni și imagistică
Lacrimile pectoralului major sunt rare și afectează de obicei persoanele sănătoase. Se știe că acest tip de leziune afectează populația atletică, și anume în sporturile de contact cu impact ridicat, cum ar fi powerlifting, și poate duce la durere, slăbiciune și handicap. Cele mai multe leziuni sunt localizate la joncțiunea musculotendinoasă și rezultă din contracția violentă, excentrică a mușchiului, cum ar fi în timpul apăsării pe bancă. Un loc de rupere mai puțin frecvent este burta musculară, de obicei ca urmare a unei lovituri directe. În țările dezvoltate, cele mai multe leziuni apar la sportivii de sex masculin, în special la cei care practică sportul de contact și ridicarea greutăților (în special în timpul unei manevre de presă pe bancă). Femeile sunt mai puțin susceptibile la aceste lacrimi din cauza diametrului mai mare dintre tendon și mușchi, elasticitate musculară mai mare și leziuni mai puțin energice. Leziunea se caracterizează prin durere bruscă și acută în peretele toracic și zona umerilor, vânătăi și pierderea forței musculare. Lacrimile cu grosime parțială sau completă de înaltă calitate necesită repararea chirurgicală ca tratament preferat dacă funcția trebuie păstrată, în special la populația atletică.

## Imagini suplimentare

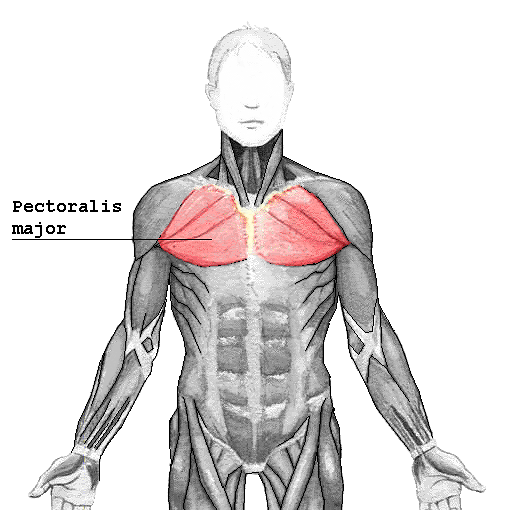
Pectoralul mare evidențiat pe trunchi - vedere frontală
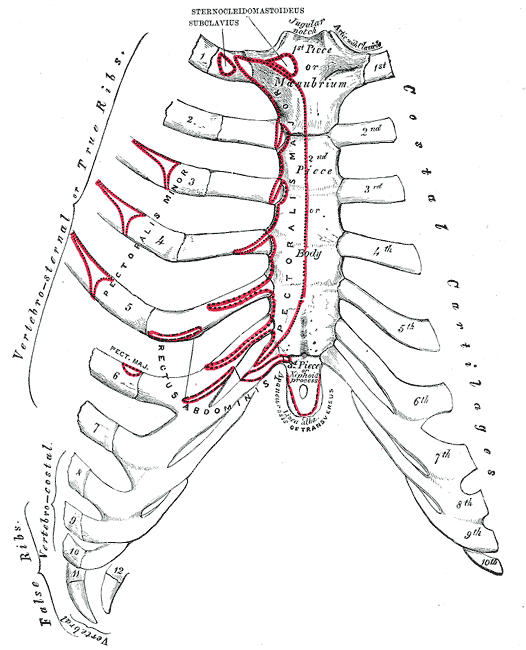
Suprafața anterioară a sternului și a cartilajelor costale, care arată originile
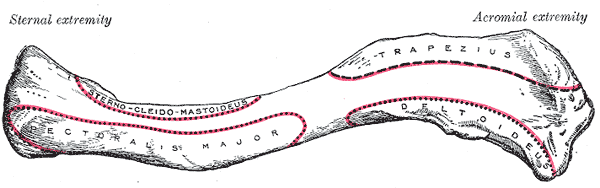
Clavicula stângă. Suprafață superioară, care arată originile.
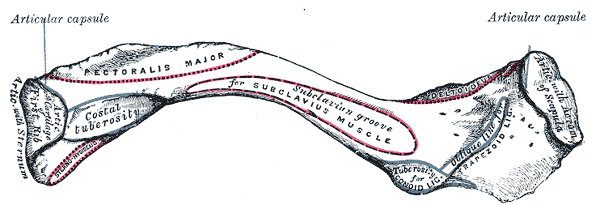
Clavicula stângă. Suprafață inferioară, care arată originile.
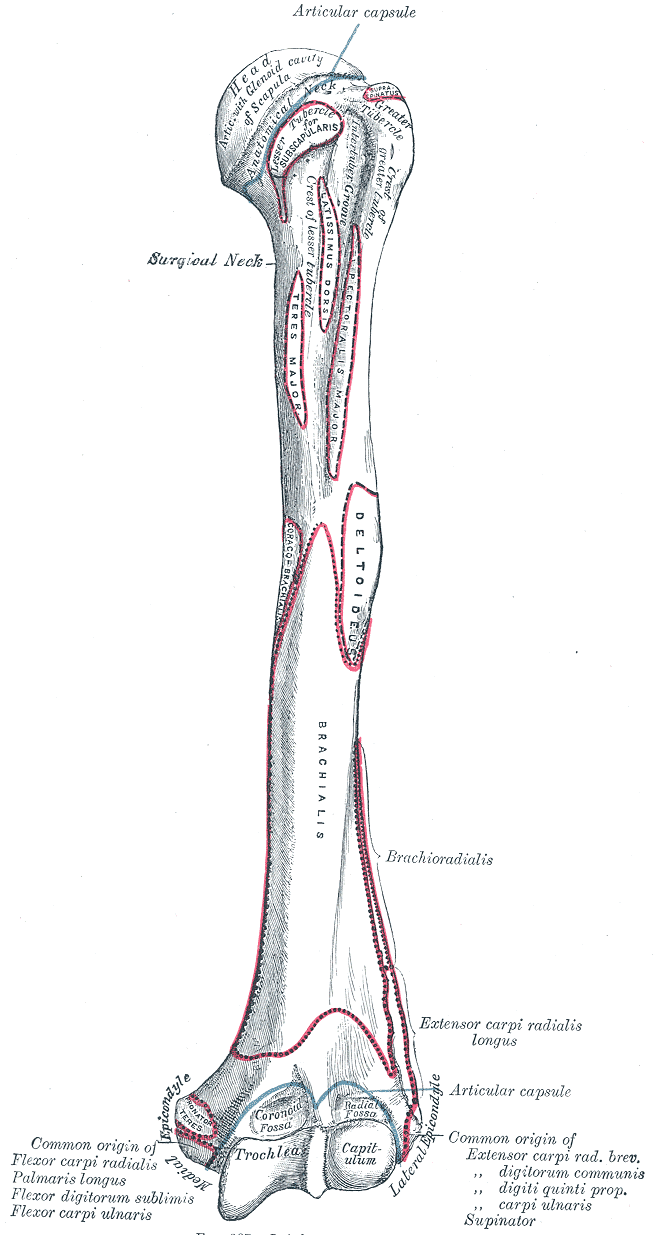
Humerus stâng. Vedere anterioară, care arată inserția.
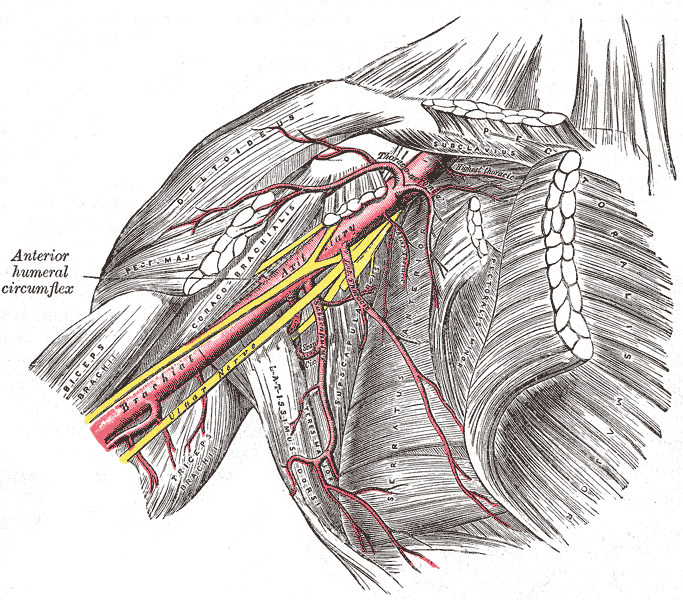
Artera axilară și ramurile sale
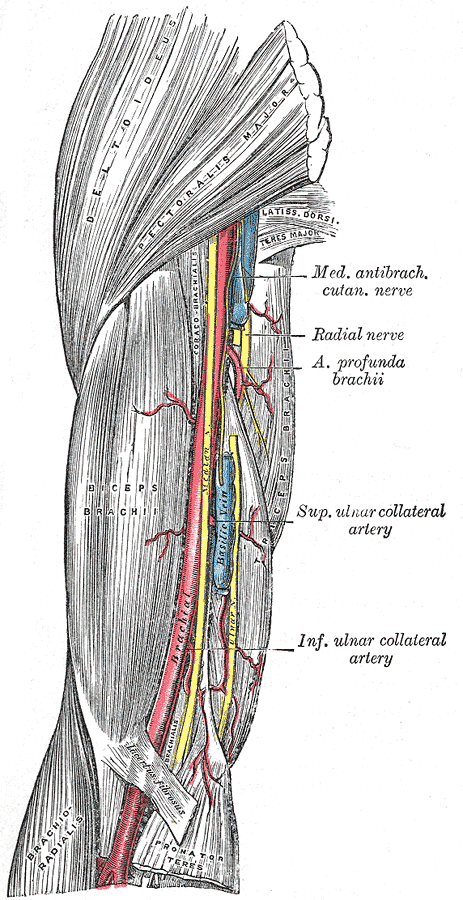
Artera brahială
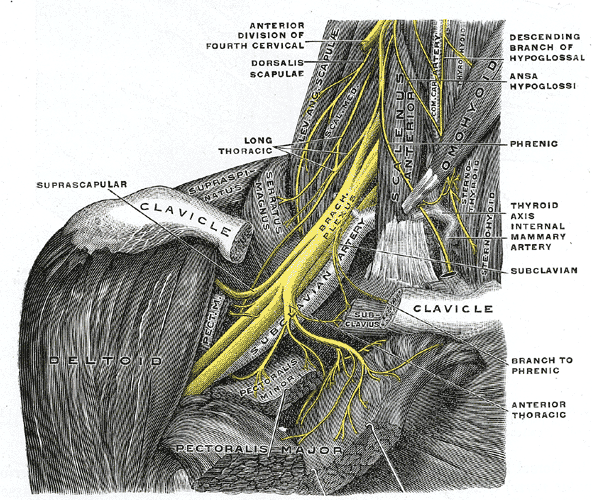
Plexul brahial drept cu ramurile sale scurte, privite din față
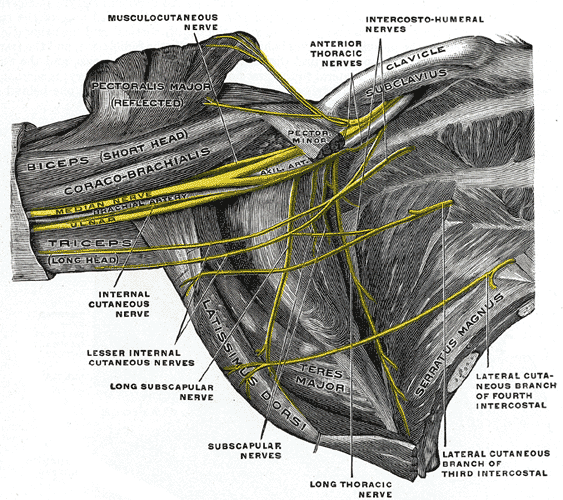
Plexul brahial drept (porțiune infraclaviculară) în fosa axilară; privit de jos și în față
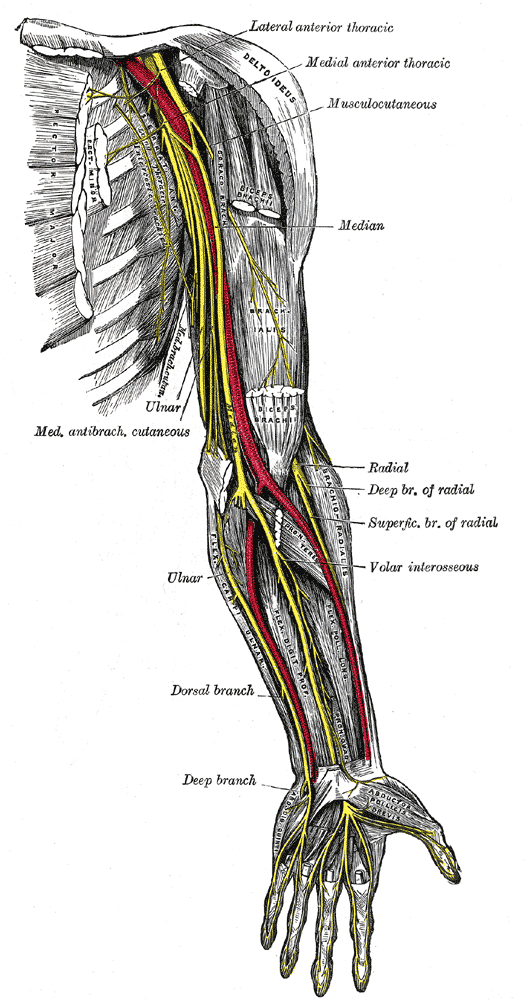
Nervii extremității superioare stângi
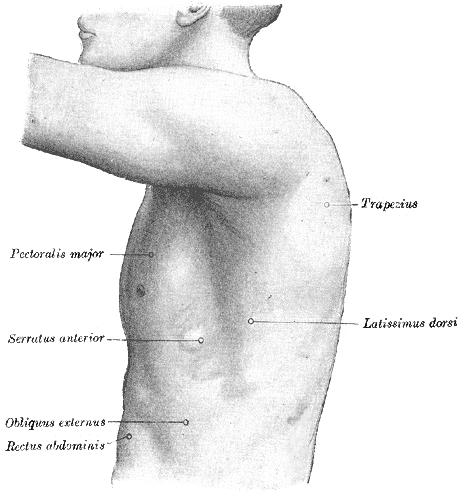
Partea stângă a toracelui
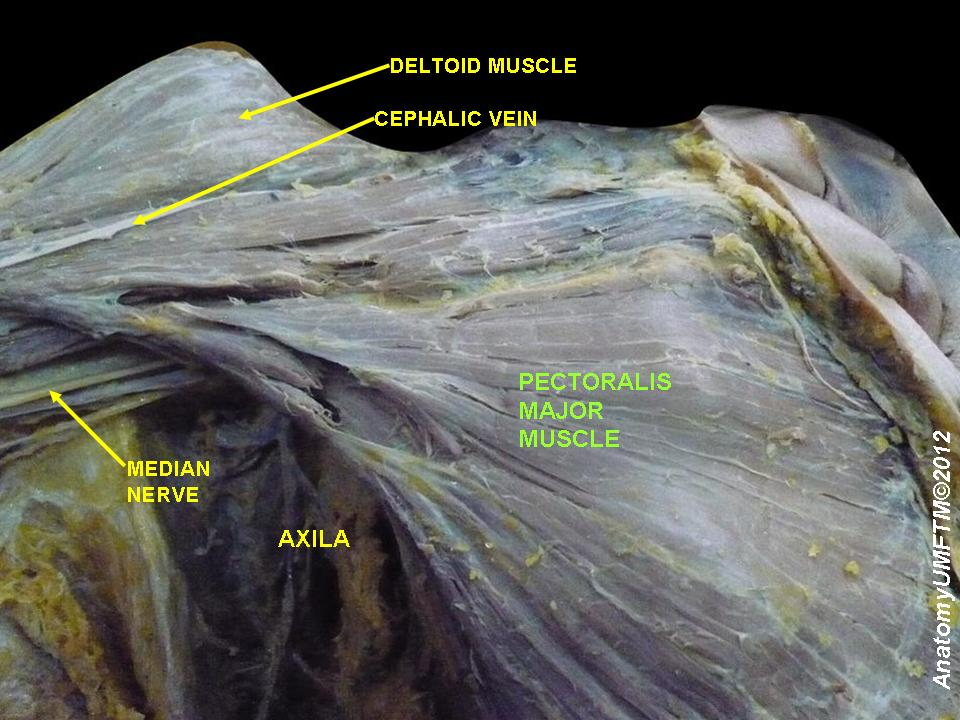
Mușchiul pectoral major
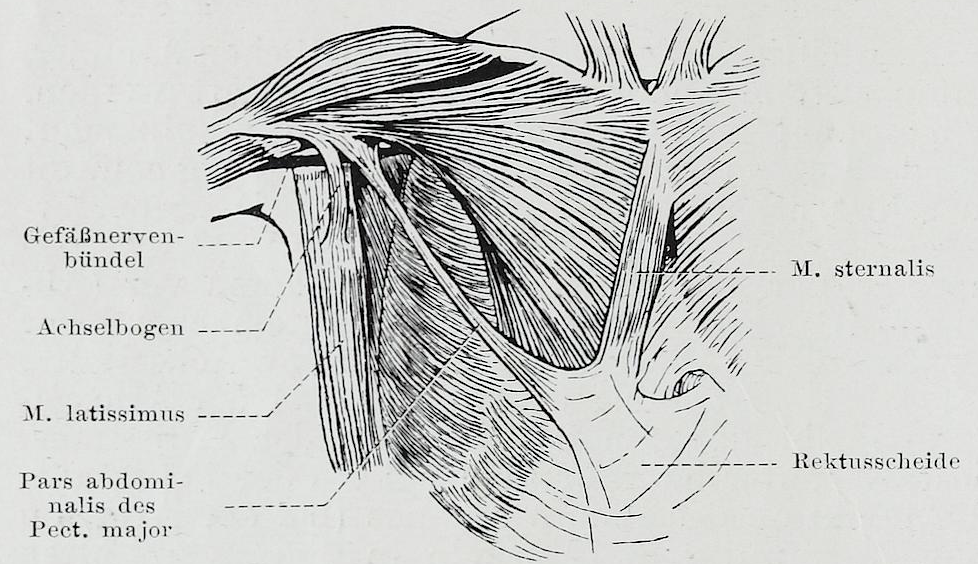
Un individ cu o porțiune abdominală a pectoralului mare și un mușchi sternalis accesoriu. Ambele sunt variații anatomice .